# Isla Moyenne
La isla Moyenne es una pequeña isla  (9,9 ha) en el parque nacional marino de Sainte Anne de la costa del norte de Mahé, Seychelles. Desde la década de 1970 ha sido una reserva de flora y fauna. Desde 1915 hasta la década de 1960, la isla estuvo abandonada hasta la compra de Brendon Grimshaw por ocho mil libras esterlinas (aproximadamente diez mil dólares).
Grimshaw fue el único habitante de la isla hasta su muerte en julio de 2012. Actualmente la isla es un parque nacional y puede ser visitada como parte de viajes organizados.

## Historia

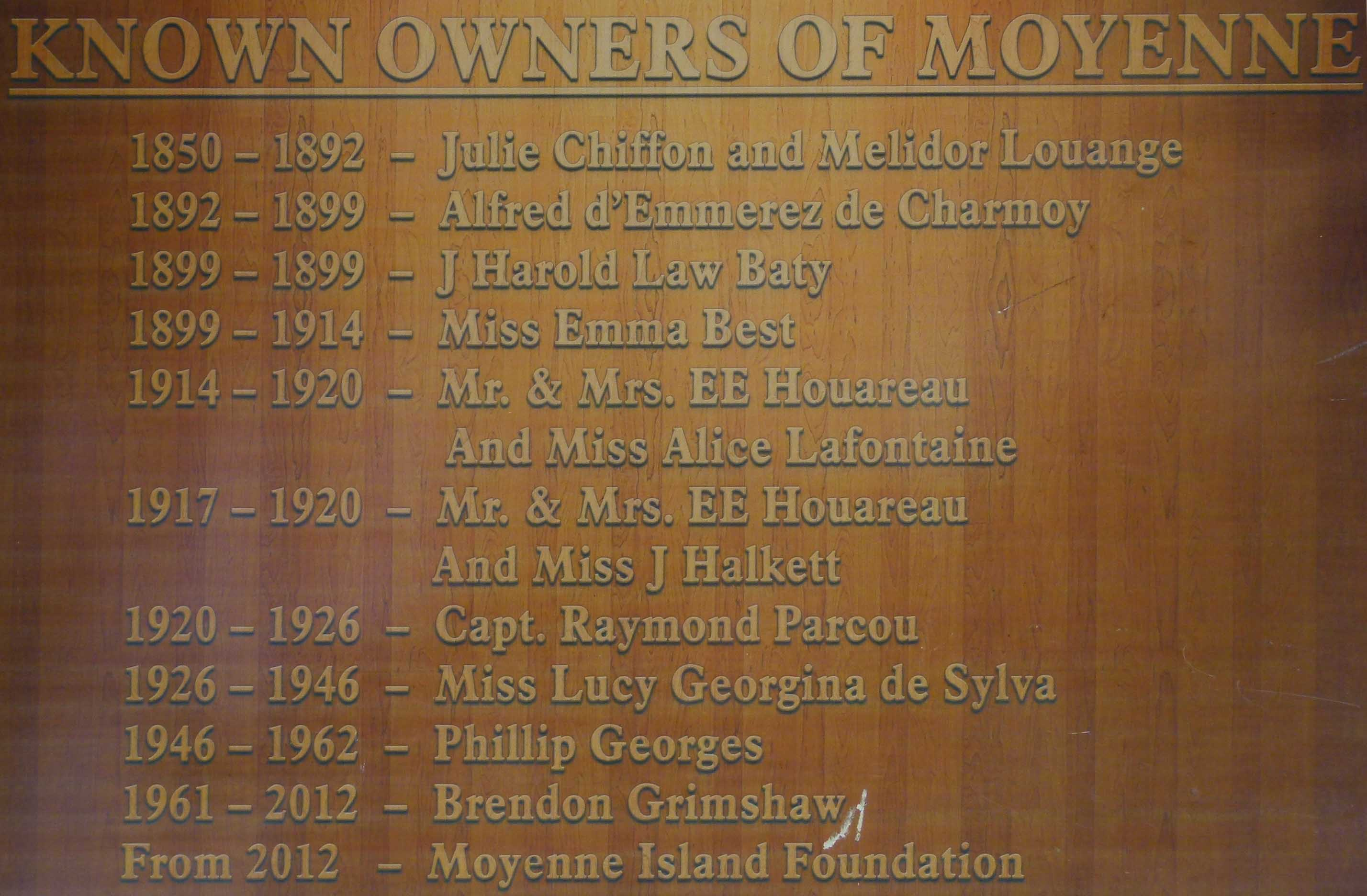
Tablero de información de Moyenne (marzo 2016)
El nombre de la isla deriva del francés moyenne, "medio." Fue presuntamente utilizada por piratas en los siglos XVIII y XIX y contiene dos tumbas llamadas tumbas piratas.
De 1946 a 1962 la isla era propiedad de Phillip Georges. Él y su esposa Vera Georges vivieron en la isla durante sus primeros años y más tarde se mudaron a Mahe, donde vivieron en la propiedad conocida como Fairview. Una vista en la isla y una playa fueron nombradas en honor a Vera, quien pasaba sus días en la propiedad mientras su marido Phillip trabajaba en Mahe durante el día.
Phillip vendió la isla a Brendon Grimshaw después de que tuvieron una cena juntos. Phillip y Vera eran muy hospitalarios e invitaron a Brendon a cenar cuando les propuso comprar su isla. Se llegó a un acuerdo luego de una larga cena.

Brendon Grimshaw adquirió la isla por £8.000 en 1962 y se propuso hacer de la isla un lugar habitable. Él hizo esto con la ayuda de René Antoine Lafortune. Operaron la isla como reserva de naturaleza, cobrando a los visitantes 12€ para pasar el día en la isla y cenar en el restaurante "Jolly Roger".
Grimshaw y su amigo plantaron dieciséis mil árboles, construyeron 4,8 kilómetros de caminos de naturaleza, y trajeron y criaron tortugas gigantes de Aldabra, pretendiendo crear una isla de una belleza increíble. Aparte de una amplia variedad de plantas y pájaros, la isla es hogar para alrededor de 120 tortugas gigantes. En 2012, según Grimshaw, la más vieja tenía 76 años y fue nombrada Desmond por su ahijado.
En 1996, Grimshaw escribió un libro sobre él y la isla, titulado Un Grano de Arena. En 2009 se produjo una película documental sobre Grimshaw y la isla, llamada Un Grano de Arena.
Después de 20 años de persistencia, Grimshaw y su ayudante Lafortune consiguieron su objetivo de convertir a la isla Moyenne en un parque nacional propio, separado del parque marino Ste. Anne. La isla es ahora conocida como parque nacional Isla Moyenne. La isla se ubica a 4,5 kilómetros de distancia de la isla principal de Mahé.
Grimshaw murió en Victoria, Mahe, en julio de 2012.
En 2013, después de que la isla recibió su estado de parque nacional propio, una cabaña nueva fue construida y se estableció un guardia en la isla, recogiendo el coste de entrada de turistas.

## Administración
La isla pertenece al Distrito Mont Fleuri.

## Turismo
Actualmente, la industria principal de la isla es turismo, y  es conocida por sus playas, especialmente Anse Creole Travel Services (anteriormente conocida como Anse Jolly Roger). El restaurante en la playa es un puerto para turistas. Detrás del restaurante se encuentra la casa del guardia local.  
La isla es también visitada por su amplia variedad de criaturas submarinas como peces, tiburones y mantarrayas.